# 뮌헨부흐제
뮌헨부흐제(Münchenbuchsee)는 스위스 베른주의 베른-미텔란트구에 있는 자치체이다. 화가 파울 클레의 생가로 유명하다.

## 역사
뮌헨부흐제는 1180년 기부증서에서 Buhse로 처음 언급되었다. (스위스 독일어에서는 여전히 Buchsi로 알려져 있음).
이 지역에서 가장 오래된 정착지의 흔적은 무스제 호수 근처의 습지에서 발견된 흩어져 있는 신석기 시대와 할슈타트 유물이다. 호프빌에서 일부 청동기 시대 유물이 발견되었다. 다른 고고학적 발견으로는 슈반덴베르크의 철기 시대와 중세 시대의 요새, 호프빌발트의 무덤과 중세 초기 무덤이 있다.
기사 쿠노 폰 부흐제는 예루살렘 순례에서 세 번째로 돌아온 후 자신의 전 재산을 성 요한 기사단에 기증했다. 명령의 사령부가 설립되었고, 이후에 더 많은 땅을 획득하고, 그 지역에서 영향력을 확대했다. 1210년에 이 단체는 순례자를 위한 호스피스, 의무실, 큰 부엌을 지었다. 350년 이상 동안 수도회 회원들은 일주일에 두 번 가난한 사람들에게 음식을 나누어주었다.
뮌헨부흐제 사령부의 인장은 1264년에 처음으로 기록되었다. 1329년에 사령부의 주민들은 베른의 시민이 되었다. 안뜰의 남쪽에는 쿠노성, 교회 및 주거용 건물이 있다. 사령부 교회의 합창단은 1260-80년에 지어졌으며, 스테인드 글라스는 13세기에 지어졌다. 안뜰의 북쪽에는 "여름 집", 게스트하우스 및 워크샵이 있었다. 종교 공동체는 작았고, 1480년에는 사령관과 선조와 여섯 형제만 그곳에 살았다. 뮌헨부흐제의 고귀한 지휘관과 툰슈테텐 사령부 사이의 긴밀한 가족 관계로 인해 두 집이 하나로 묶였다. 때때로 이전의 툰슈테텐에서 뮌헨부흐제의 소규모 사령관을 관리할 대표를 임명했다.
1528년 개신교 종교개혁 당시 사령관 페터 엥글리스베르크는 사령부의 세속화를 지지했고, 보상으로 브렘가르텐성을 받았다. 1528년 종교개혁 이후 베른주 (오늘날 베른주)는 군을 해산하고, 영국 리브 사무소와 유사한 란트포크타이를 확립했다. 1600년에서 1620년 사이에 란트포크타이의 성과 십일조 헛간이 안뜰의 북쪽에 세워졌다. 집행관은 1798년 프랑스의 침공과 헬베티아 공화국이 수립될 때까지 마을을 다스렸다. 1803년 중재법에 따라 마을은 새로운 프라우브루넨 지역에 할당되었다.
뮌헨부흐제는 1770년 화재로 부분적으로 파괴되었다. 이에 대응하여 59개의 지자체와 22개의 민간단체가 목재, 곡물 및 돈을 기부하여 마을 재건을 도왔다. 그 후 최초의 소방차를 구입하고, 야간 경비원을 고용했다.
호수 주변의 습지를 배수하는 첫 번째 프로젝트는 1780년에 시작되었다. 1855-56년에 건설 프로젝트에서 호수의 높이를 낮추고, 새로운 농지를 열었다. 1917-20년의 또 다른 프로젝트는 마을 근처에 남아 있는 습지의 대부분을 배수했다.
뮌헨부흐제는 항상 인근 도시인 베른과 밀접하게 연결되어 있었다. 19세기와 20세기에 새로운 교통 수단이 이곳을 더욱 밀접하게 연결했다. 1844~46년에 베른- 리스 주도로가 뮌헨부흐제(뮌헨부흐제)를 통해 건설되었다. 그 뒤를 이어 1857년 뮌헨부흐제-촐리코펜역이, 1864년 베른- 올텐 및 베른 - 빌 철도 노선이 개통되면서 뮌헨부흐제 역이 개통되었다. 1916년에 베른-졸로 투른 -졸리코펜 철도(현재 베른-졸로투른 지역)는 또 다른 연결을 제공하는 졸리코펜에 역을 건설했다.
뮌헨부흐제는 20세기 동안 지속적으로 확장되었다. 1953년에 알멘드 지구가 졸리코펜과의 경계를 따라 건설되었고, 1960년대에 발데그 지구가 뒤를 이었다. 두 개발 모두 주거 및 상업 지역으로 생각되었다. 다양한 직업 기회와 좋은 교통 연결로 인해 1965년 이후 인구가 급증했다. 많은 새로운 주거 지역으로 인해 지자체는 기반 시설을 확장하고, 업데이트해야 했다. 2개의 새로운 학교가 개교하고, 원래의 중등학교(1858년에 건설됨)가 교체되었으며, 스포츠 센터 히르첸펠트가 1982년에 개교하고, 1985년에 레저 센터가 개교했다. 1890년에 성 안에 청각 장애인 학교가 개교하여 교육학 센터로 성장했다. 청력 및 언어 뮌헨부흐제(구 언어 장애를 위한 주립 학교).

## 지리
뮌헨부흐제의 면적은 8.81k㎡이다. 이 면적 중 3.42k㎡ (38.8%)가 농업용으로 사용되는 반면 2.4k㎡ (27.2%)는 삼림으로 사용된다. 나머지 토지 중 3.05k㎡ (34.6%)가 정착(건물 또는 도로), 0.03k㎡ (0.3%)가 강이나 호수이다.
건축면적 중 공업용 건물이 전체 면적의 4.2%, 주택과 건물이 13.7%, 교통 기반 시설이 7.8%를 차지했다. 전력 및 수자원 기반 시설 및 기타 특별 개발 지역은 면적의 1.1%를 구성하고, 공원, 녹지 및 스포츠 필드는 7.7%를 구성한다. 삼림 지대를 제외한 모든 산림 지역은 울창한 숲으로 덮여 있다. 농경지 중 30.4%는 작물 재배에 사용되며 7.1%는 목초지이며 1.2%는 과수원이나 포도나무 작물에 사용된다. 시정촌의 모든 물은 흐르는 물이다.
뮌헨부흐제는 베른에서 북서 방향으로 약 10km 떨어져 있다. 이 도시는 베른에서 빌까지의 교통축에 있다. 그것은 무스제 호수의 남쪽 기슭에 위치하며, 뮌헨부흐제 마을과 호프빌 정착지로 구성되어 있다. 스위스의 청각 장애인을 위한 5개 학교 중 하나가 여기에 있다.
2009년 12월 31일에 시정촌의 이전 구역인 프라우브루넨구가 해산되었다. 다음 날 2010년 1월 1일에 새로 설립된 베른-텔란트구에 합류했다.

### 기후
뮌헨부흐제는 쾨펜의 기후 구분에 따라 서안 해양성 기후(Cfb)를 가지고 있다. 연평균 기온은 7°C이다. 가장 추운 달은 1월로 평균 기온이 -3°C였으며, 가장 따뜻한 달은 7월로 평균 기온이 18°C였다. 가장 습한 달은 8월로 이 기간 동안 뮌헨부흐제는 평균 100mm의 비나 눈이 내렸다. 가장 건조한 달은 뮌헨부흐제의 평균 강수량이 58mm였던 2월이었다.
| 뮌헨부흐제의 기후      | 뮌헨부흐제의 기후 | 뮌헨부흐제의 기후 | 뮌헨부흐제의 기후 | 뮌헨부흐제의 기후 | 뮌헨부흐제의 기후 | 뮌헨부흐제의 기후 | 뮌헨부흐제의 기후 | 뮌헨부흐제의 기후 | 뮌헨부흐제의 기후 | 뮌헨부흐제의 기후 | 뮌헨부흐제의 기후 | 뮌헨부흐제의 기후 | 뮌헨부흐제의 기후 |
| 월                     | 1월               | 2월               | 3월               | 4월               | 5월               | 6월               | 7월               | 8월               | 9월               | 10월              | 11월              | 12월              | 연간              |
| ---------------------- | ----------------- | ----------------- | ----------------- | ----------------- | ----------------- | ----------------- | ----------------- | ----------------- | ----------------- | ----------------- | ----------------- | ----------------- | ----------------- |
| 일일 평균 기온 °C (°F) | −3 (26)           | 0 (32)            | 3 (37)            | 8 (46)            | 12 (53)           | 16 (60)           | 18 (64)           | 16 (60)           | 13 (55)           | 8 (46)            | 2 (35)            | 0 (32)            | 7 (44)            |
| 평균 강수량 mm (인치)  | 69 (2.7)          | 58 (2.3)          | 64 (2.5)          | 66 (2.6)          | 81 (3.2)          | 99 (3.9)          | 89 (3.5)          | 100 (4)           | 89 (3.5)          | 81 (3.2)          | 84 (3.3)          | 76 (3)            | 960 (37.7)        |
| 출처:                  |                   |                   |                   |                   |                   |                   |                   |                   |                   |                   |                   |                   |                   |

## 인구통계

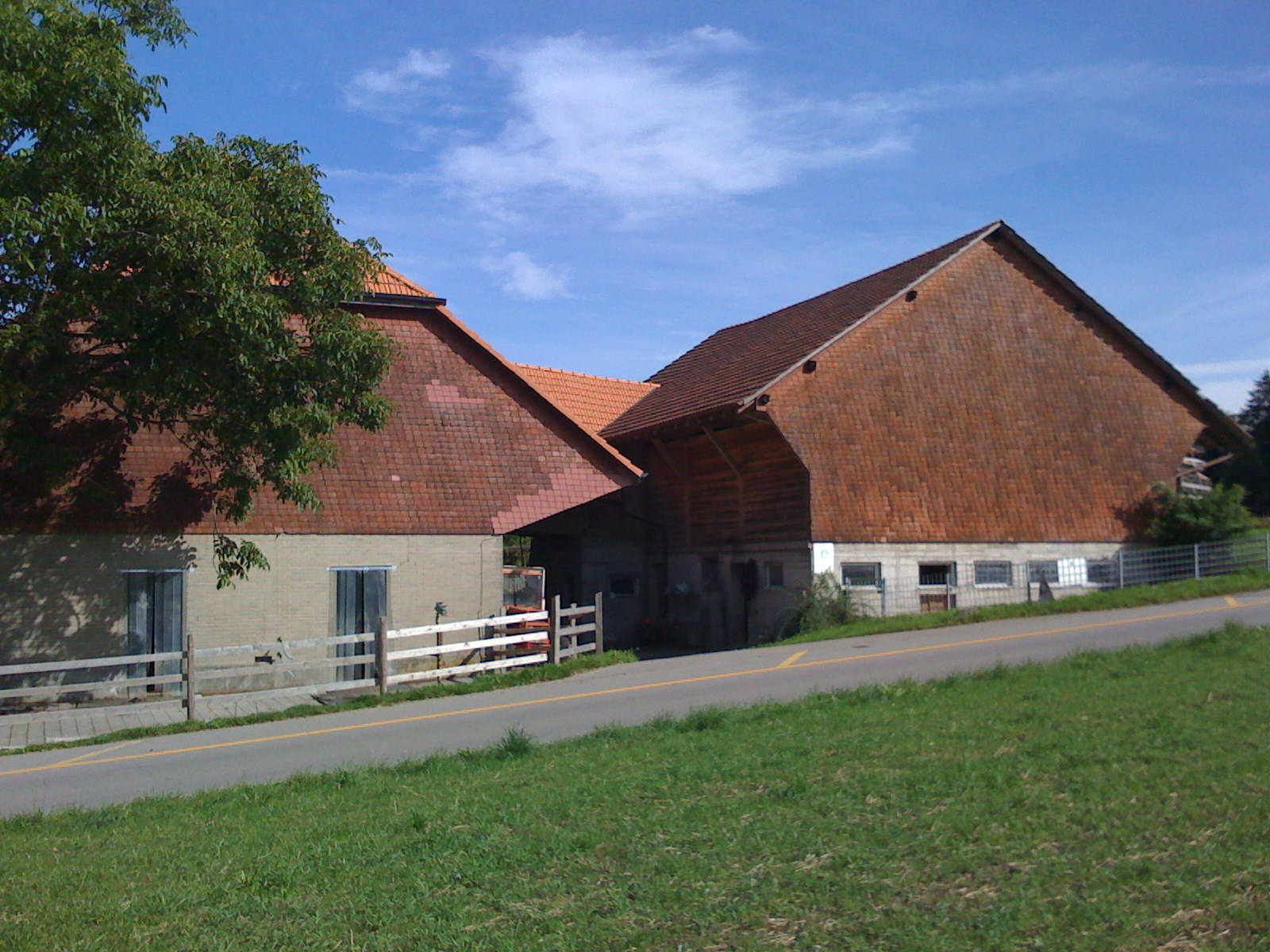
뮌헨부히제 농장 건물

2020년 12월 기준, 뮌헨부흐제의 인구는 10,233명이다. 2010년 기준으로 인구의 13.8%가 거주하는 외국인이다. 2000년부터 2010년까지 지난 10년 동안 인구는 5.6%의 비율로 변화했다. 이민은 -0.1%, 출생 및 사망은 4.6%를 차지했다.
2000년 기준, 인구 대부분인 8,539명(88.9%)이 독일어를 모국어로 사용하고, 이탈리아어가 196명(2.0%)으로 두 번째로 많이 사용하고, 프랑스어가 145명(1.5%)으로 세 번째로 사용된다. 로만슈어를 구사하는 사람이 8명 있다.
2008년 기준으로 인구는 남성 48.9%, 여성 51.1%이다. 인구는 4,070명의 스위스 남성(인구의 41.6%)과 719명(7.3%)의 비스위스계 남성으로 구성되었다. 스위스 여성은 4,367명(44.6%), 비스위스계 여성은 632명(6.5%)이었다. 시정촌 인구 중 1,953명(약 20.3%)이 뮌헨부흐제에서 태어나 2000년에 그곳에서 살았다. 같은 주에서 태어난 4,253명(44.3%)이 있었고, 스위스 다른 곳에서 태어난 1,656명(17.2%)이 있었다. 1,402명(14.6%)이 스위스 이외의 지역에서 태어났다.
2010년 기준으로 아동·청소년(0~19세)이 21.9%, 성인(20~64세)이 62.3%, 노인(64세 이상)이 15.8%를 차지한다.
2000년 기준으로 시정촌에 미혼이거나 독신인 사람은 4,106명이다. 기혼자는 4,630명, 미망인은 400명, 이혼한 사람은 473명이었다.
2000년 현재 1인 가구는 1,250가구, 5인 이상 가구는 216가구이다. 2000년에는 총 3,927세대(전체의 92.8%)가 상설 임대되었으며, 223세대(5.3%)가 성수기이며 81세대(1.9%)가 비어 있었다. 2011년 시정촌 공실률은 1.17%였다.
역사적 인구는 다음 차트에 나와 있다.

### 종교

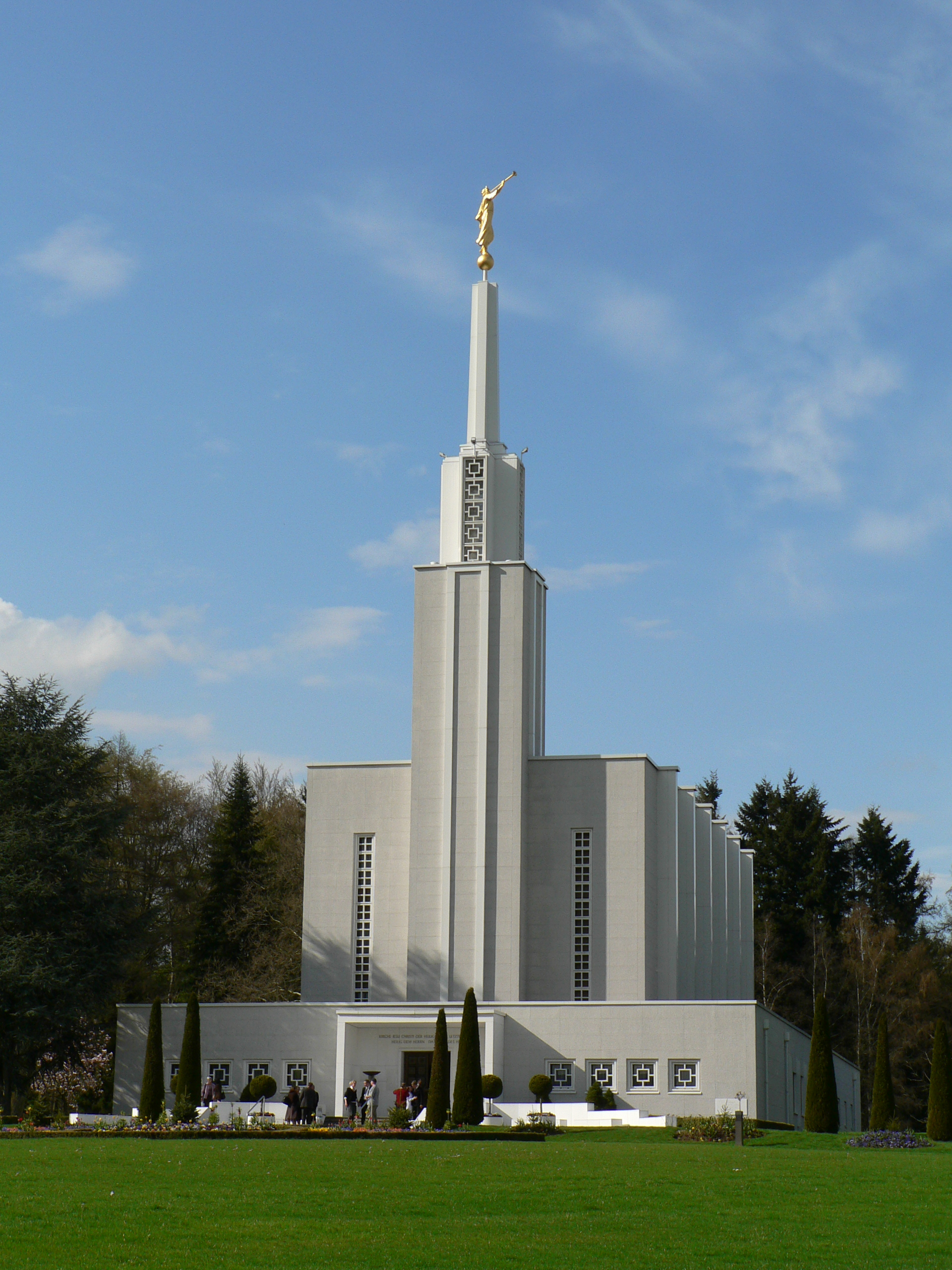
부히제의 LDS 성전, 유럽에서 가장 오래된 성정

2000년 인구 조사에 따르면 1,647명(17.1%)이 로마 가톨릭 신자이고, 5,833명(60.7%)이 스위스 개혁 교회에 속해 있다. 나머지 인구 중 정교회 교인은 228명(인구의 약 2.37%), 크리스찬 가톨릭 교회 교인은 4명(인구의 약 0.04%), 796명이었다. 다른 기독교 교회에 속한 개인(또는 인구의 약 8.28%). 1명의 유대인이 있었고, 384명(인구의 약 4.00%)이 이슬람교도였다. 불교도 39명, 힌두교 52명 그리고 다른 교회에 속한 16명이 있었다. 683명(인구의 약 7.11%)은 교회에 속하지 않았고, 불가지론자 또는 무신론자였으며, 322명(인구의 약 3.35%)이 질문에 대답하지 않았다.

## 국가중요문화재
호프빌의 수영장, 호프빌 학회 건물 및 호프빌성은 국가적으로 중요한 스위스 문화유산으로 등재되어 있다. 호프빌 주변의 전체 지역은 스위스 유산 목록의 일부이다.
호프빌 학회 건물은 베른의 귀족인 필리프 에마누엘 폰 펠렌베르크에 의해 세워졌다. 그는 1798년 호프빌의 재산을 인수하고, 사회의 모든 수준을 교육하기 위해 여러 학교로 변형했다. 그는 가난한 사람들을 위한 학교, 지역 학생들을 위한 중등학교, 유럽 전역의 부유한 가정의 아들들을 위한 연구소를 설립했다. 호프빌 학회 건물은 에마누엘 폰 펠렌베르크의 교육 비전의 중심 부분으로 1817-21년에 지어졌다. 별채는 1818년에 지어졌고, 그 뒤를 이어 1819년에는 교사의 집이, 1820년에는 또 다른 학교 건물이 지어졌다. 베른주는 사범대학을 설립하기 위해 1884년 건물을 매입했다. 여러 차례 개조 공사를 거친 후 1970년에 건물은 다시 연구소가 되었다. 이번에는 10~12학년을 위한 음악학원이었다. 건물에는 또한 학생들을 위한 선택적인 기숙학교가 있다.
호프빌성은 가브리엘 알브레히트 폰 에를라흐를 위해 건축가 카를 아하슈버 폰 지너에 의해 1784-86년에 지어졌다. 1798년 신고전주의 양식 건물에 페리스타일이 추가되었다.

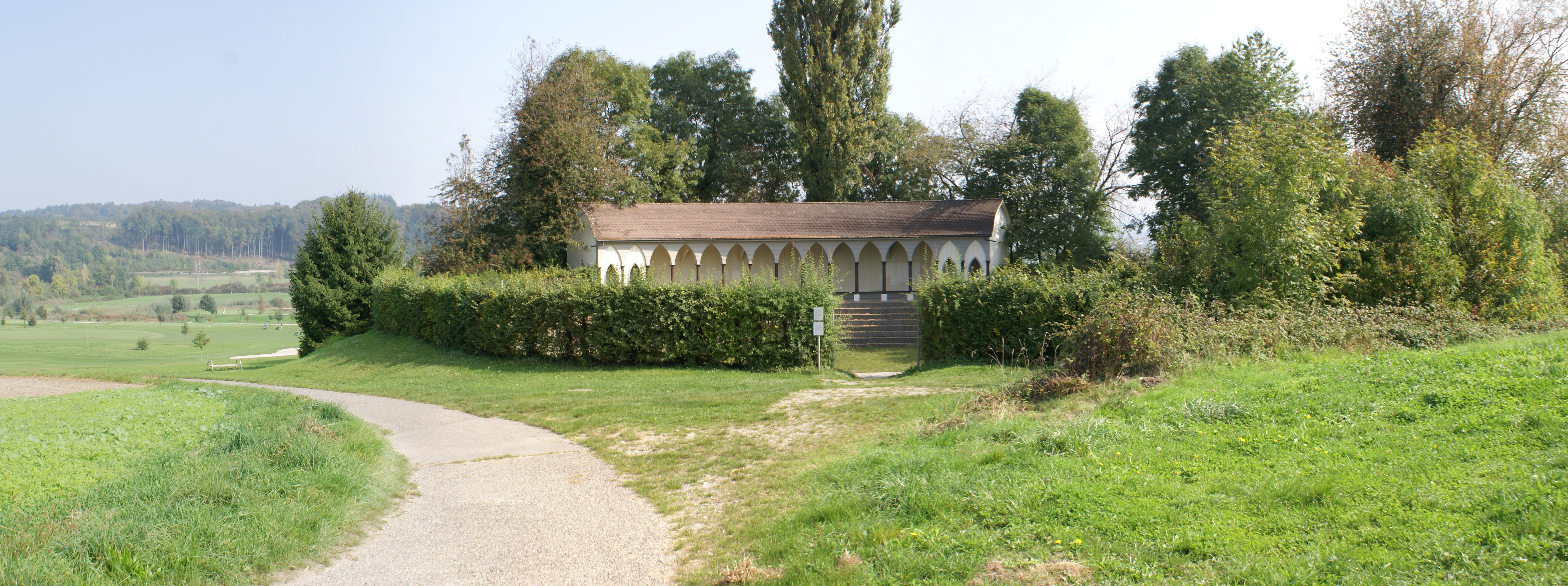
호프빌 수영장
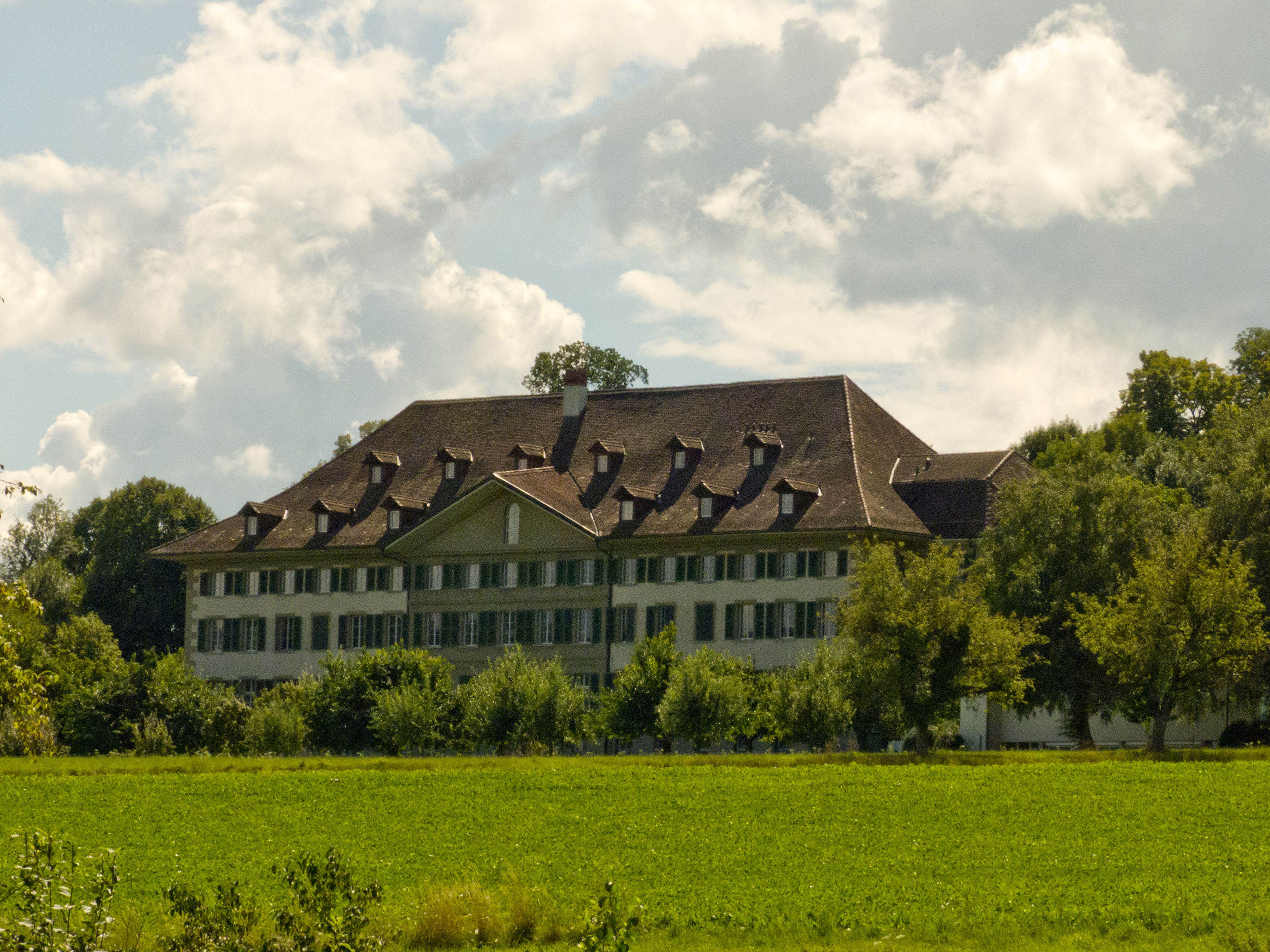
호프빌 학회 건물
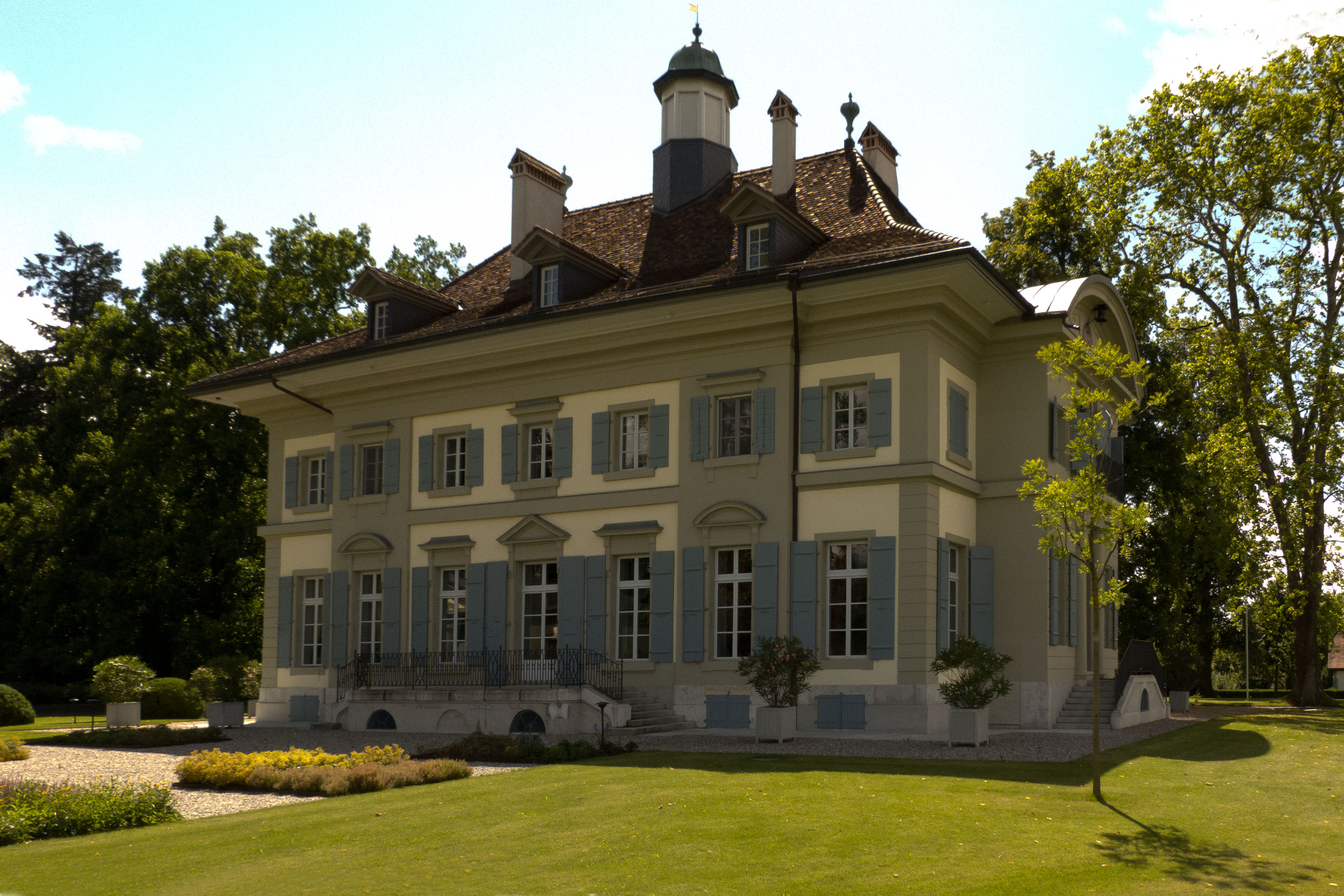
호프빌성

## 정치
2011년 연방 선거에서 가장 인기 있는 정당은 23.9%의 득표율을 기록한 스위스인민당(SVP) 이었다. 다음으로 가장 인기 있는 3개 정당은 사회민주당(SP) (21.3%), 보수민주당(BDP) (16%), 녹색당 (9.1%)이었다. 이번 연방 총선에서는 총 3,534표가 투표되었고, 투표율은 51.4%였다.

## 경제
2011년 현재 뮌헨부흐제의 실업률은 1.9%이다. 2008년 기준으로 시정촌에 고용된 사람은 총 5,217명이다. 이 중 1차 경제 부문에 50명이 고용되었고, 이 부문에 약 10개 기업이 참여했다. 1,361명이 2차 부문에 고용되었고, 이 부문에 74개의 기업이 있었다. 3,806명이 3차 부문에 고용되었으며, 이 부문에는 287개의 기업이 있다. 시정촌 주민은 5,290명으로 일정 정도 고용되었으며, 그중 여성이 전체 노동력의 45.1%를 차지했다.
2008년에는 총 4,402개의 정규직에 상응하는 일자리가 있었다. 1차 부문의 일자리 수는 25개였으며, 그중 19개는 농업에, 6개는 임업 또는 목재 생산에 종사했다. 2차 부문의 일자리 수는 1,241개로 이 중 제조업이 886개(71.4%), 건설업이 306개(24.7%)였다. 3차 부문의 일자리는 3,136개였다. 3차 부문에서; 997개(31.8%)은 도소매 또는 자동차 수리업, 332개(10.6%) 및 상품의 이동 및 보관, 120개(3.8%)가 호텔/레스토랑, 476개(15.2%)는 정보 산업, 137개(4.4%)는 기술 전문가 또는 과학자, 142개(4.5%)는 교육, 532개(17.0%)는 의료 분야에 있었다.
2000년 기준 자치단체로 통근하는 근로자는 2,568명, 출퇴근자는 3,876명이었다. 지자체는 근로자의 순수출 지자체로, 1명이 전입할 때 약 1.5명의 근로자가 지자체를 떠나고 있다. 근로 인구의 37.2%가 대중교통을 이용하여 출퇴근하고, 40.5%가 자가용을 이용하였다.

## 교육

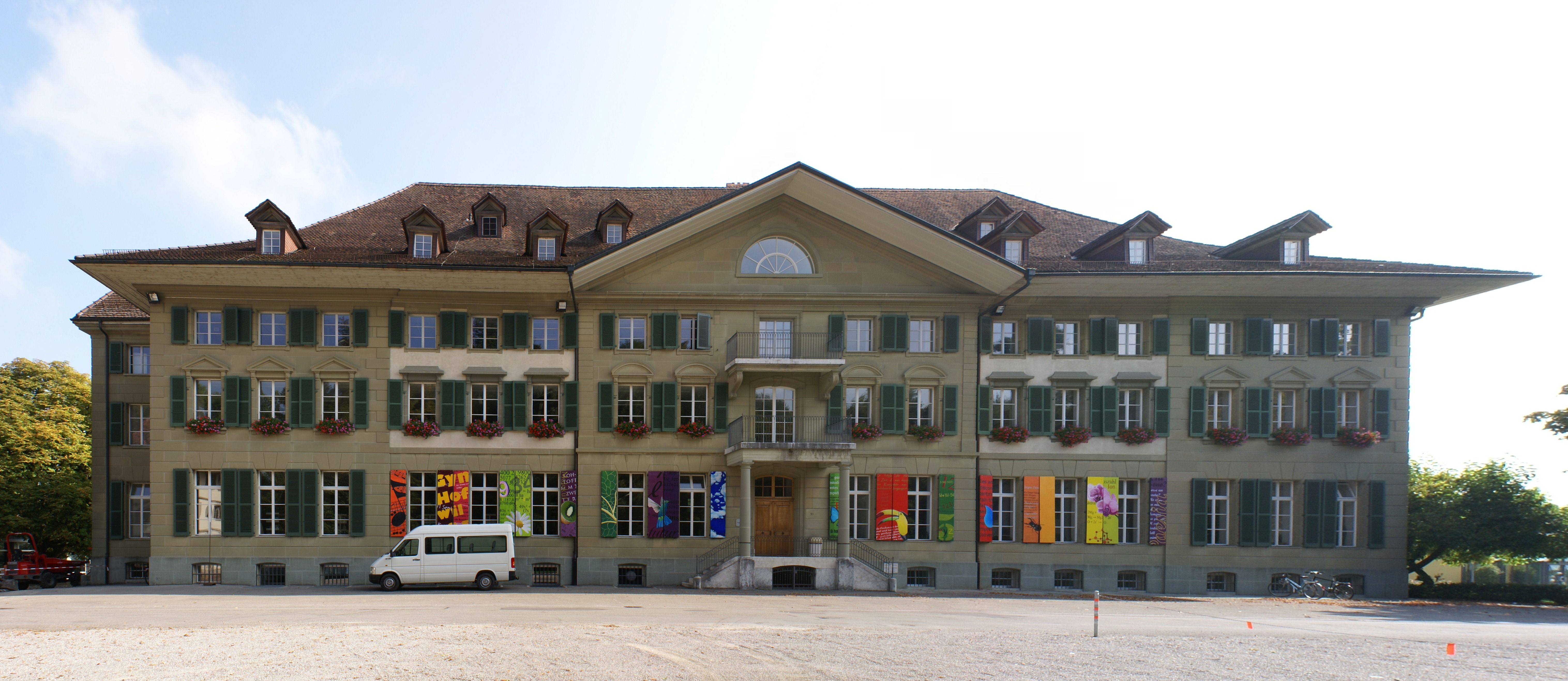
호프빌 중등학교

뮌헨부흐제에서는 인구의 약 4,044명(42.1%)이 비필수 고등 중등 교육을 이수했으며, 1,280명(13.3%)이 추가 고등교육(대학 또는 응용학문대학)을 마쳤다. 고등교육을 이수한 1,280명 중 69.7%가 스위스 남성, 20.9%가 스위스 여성, 5.9%가 비스위스계 남성, 3.4%가 비스위스계 여성이었다.
베른주의 학교 시스템은 1년의 비의무 유치원, 6년의 초등학교를 제공한다. 이후 3년 동안의 의무적 중학교 과정을 거쳐 학생을 능력과 적성에 따라 구분한다. 중학교 이하 학생들은 추가 교육을 받거나 견습과정에 들어갈 수 있다.
2010-11학년도 동안 총 1,411명의 학생이 뮌헨부흐제의 수업에 참석했다. 시정촌에는 총 205명의 학생이 있는 15개의 유치원 수업이 있었다. 유치원생 중 19.0%는 스위스의 영주권 또는 임시 거주자(시민권 아님)였으며, 31.7%는 교실 언어와 다른 모국어를 사용한다. 지자체에는 32개의 초등 학급과 603명의 학생이 있었다. 초등학생 중 16.3%는 스위스의 영주권 또는 임시 거주자(시민권 아님)였으며, 28.0%는 교실 언어와 다른 모국어를 사용한다. 같은 해에 총 418명의 학생이 있는 22개의 중학교가 있었다. 13.2%는 스위스의 영주권자 또는 임시 거주자(시민권 아님)였으며, 18.4%는 교실 언어와 다른 모국어를 사용했다.
2000년 현재 뮌헨부흐제에는 다른 지자체에서 온 420명의 학생이 있었고, 270명의 주민들은 지자체 외부의 학교에 다녔다.

## 교통
- 뮌헨부흐제역